# باشگاه فوتبال تارنبی نیروانا
باشگاه فوتبال تارنبی نیروانا (به انگلیسی: Thurnby Nirvana Football Club) یک باشگاه فوتبال در شهر تانرکورت، کشور انگلستان است که در سال ۲۰۰۸ میلادی تأسیس شده‌است.